# 加拿大大奖赛
加拿大大獎賽（英語：Canadian Grand Prix）是從1961年舉辦的賽車比賽。從1967年開始加入一級方程式錦標賽。首次舉辦在加拿大安大略的莫斯波特公園，之後和蒙特朗布朗賽道交錯舉辦比賽。1971年後因為安全因素蒙特朗布朗賽道不再舉辦比賽。1987年後大獎賽移到蒙特婁的圣母岛赛道舉行。

## 歷史
早期的加拿大大獎賽是新加拿大跑車錦標賽（new Canadian Sports Car Championship）的主要賽事之一，該系列賽於1961年在多倫多附近的莫斯波特公園與加拿大大獎賽一起創立。莫斯波特公園（仍處於其原始佈局配置）是一條壯觀且具有挑戰性的賽道，有許多起伏，因此這條賽道很受車手歡迎。多位國際跑車以及一級方程式車手參加了此次活動。在前五年，該賽事將由具有一級方程式經驗的車手贏得，或者在贏得加拿大大獎賽后進入一級方程式錦標賽。1966年，汎美挑戰賽舉辦了這項賽事，由美國車手馬克·多洛修獲勝。

## 賽事名稱
- 百事可樂加拿大大獎賽（Pepsi Cola Canadian Grand Prix） 1961–1966
- Player加拿大大獎賽（Player Canadian Grand Prix） 1967–1971
- 拉巴特加拿大大獎賽（Labatts Canadian Grand Prix） 1972–1977
- 拉巴特加拿大大獎賽（Grand Prix Labatt du Canada）  1980–1986
- 摩爾森（英语：Molson Brewery）加拿大大獎賽（Grand Prix Molson du Canada）  1988–1996
- Player加拿大大獎賽（Grand Prix Player du Canada） 1997–1998
- 加拿大航空加拿大大獎賽（Grand Prix Air Canada） 1999–2005
- 蘇格蘭皇家銀行加拿大大獎賽（RBS Grand Prix Du Canada） 2004–2008、2010
- 加拿大大獎賽（Grand Prix Heineken du Canada） 2018
- 倍耐力加拿大大獎賽（Pirelli Grand Prix du Canada） 2019
- 亞馬遜雲計算服務加拿大大獎賽（AWS Grand Prix du Canada） 2022、2024
- 倍耐力加拿大大獎賽（Pirelli Grand Prix du Canada） 2023、2025

## 冠軍

### 多次奪冠車手
粗體表示該車手現在仍參加世界一級方程式錦標賽

粉紅色背景表示該賽事不屬於一級方程式世界錦標賽
| 次數 | 車手              | 年度                                     |
| ---- | ----------------- | ---------------------------------------- |
| 7    | 迈克尔·舒马赫     | 1994、1997、1998、2000、2002、2003、2004 |
| 7    | 路易斯·咸美頓     | 2007、2010、2012、2015、2016、2017、2019 |
| 3    | 尼爾遜·畢奇       | 1982、1984、1991                         |
| 3    | 馬克斯·維斯塔潘   | 2022、2023、2024                         |
| 2    | 佩德羅·羅德里奎   | 1963、1964                               |
| 2    | 傑基·埃克斯       | 1969、1970                               |
| 2    | 杰基·斯图尔特     | 1971、1972                               |
| 2    | 阿兰·琼斯         | 1979、1980                               |
| 2    | 艾爾頓·冼拿       | 1988、1990                               |
| 2    | 塞巴斯蒂安·維泰爾 | 2013、2018                               |

### 多次奪冠車隊
粗體表示該車隊現在仍參加世界一級方程式錦標賽

粉紅色背景表示該賽事不屬於一級方程式世界錦標賽
| 次數 | 車隊     | 年度                                                                               |
| ---- | -------- | ---------------------------------------------------------------------------------- |
| 14   | 法拉利   | 1963、1964、1970、1978、1983、1985、1995、1997、1998、2000、2002、2003、2004、2018 |
| 13   | 麥拉倫   | 1968、1973、1974、1976、1988、1990、1992、1999、2005、2007、2010、2011、2012       |
| 7    | 威廉斯   | 1979、1980、1986、1989、1993、1996、2001                                           |
| 5    | 紅牛     | 2013、2014、2022、2023、2024                                                       |
| 5    | 梅賽德斯 | 2015、2016、2017、2019、2025                                                       |
| 4    | 布拉漢姆 | 1967、1969、1982、1984                                                             |
| 2    | 蓮花     | 1961、1962                                                                         |
| 2    | 蒂勒爾   | 1971、1972                                                                         |
| 2    | 班尼頓   | 1991、1994                                                                         |

### 歷屆冠軍
粉紅色背景表示該賽事不屬於一級方程式世界錦標賽
| 年份        | 車手              | 車隊              | 賽道              | 報告 |
| ----------- | ----------------- | ----------------- | ----------------- | ---- |
| 2025        | 喬治·羅素         | 梅賽德斯          | 吉爾·維倫紐夫賽道 | 報告 |
| 2024        | 馬克斯·維斯塔潘   | 紅牛–本田紅牛動力 | 吉爾·維倫紐夫賽道 | 報告 |
| 2023        | 馬克斯·維斯塔潘   | 紅牛–本田紅牛動力 | 吉爾·維倫紐夫賽道 | 報告 |
| 2022        | 馬克斯·維斯塔潘   | 红牛–紅牛動力     | 吉爾·維倫紐夫賽道 | 報告 |
| 2021 – 2020 | 停辦              | 停辦              | 停辦              | 停辦 |
| 2019        | 路易斯·漢米爾頓   | 梅賽德斯          | 吉爾·維倫紐夫賽道 | 報告 |
| 2018        | 塞巴斯蒂安·维特尔 | 法拉利            | 吉爾·維倫紐夫賽道 | 報告 |
| 2017        | 路易斯·漢米爾頓   | 梅賽德斯          | 吉爾·維倫紐夫賽道 | 報告 |
| 2016        | 路易斯·漢米爾頓   | 梅賽德斯          | 吉爾·維倫紐夫賽道 | 報告 |
| 2015        | 路易斯·漢米爾頓   | 梅賽德斯          | 吉爾·維倫紐夫賽道 | 報告 |
| 2014        | 丹尼尔·里奇亚多   | 红牛–雷諾         | 吉爾·維倫紐夫賽道 | 報告 |
| 2013        | 塞巴斯蒂安·维特尔 | 紅牛–雷諾         | 吉爾·維倫紐夫賽道 | 報告 |
| 2012        | 刘易斯·汉密尔顿   | 麥拉倫–梅賽德斯   | 吉爾·維倫紐夫賽道 | 報告 |
| 2011        | 简森·巴顿         | 麥拉倫–梅賽德斯   | 吉爾·維倫紐夫賽道 | 報告 |
| 2010        | 刘易斯·汉密尔顿   | 麥拉倫–梅賽德斯   | 吉爾·維倫紐夫賽道 | 報告 |
| 2009        | 停辦              | 停辦              | 停辦              | 停辦 |
| 2008        | 罗伯特·库比卡     | 宝马索伯          | 吉爾·維倫紐夫賽道 | 報告 |
| 2007        | 刘易斯·汉密尔顿   | 麥拉倫–梅賽德斯   | 吉爾·維倫紐夫賽道 | 報告 |
| 2006        | 费尔南多·阿隆索   | 雷諾              | 吉爾·維倫紐夫賽道 | 報告 |
| 2005        | 基米·莱科宁       | 麥拉倫–梅賽德斯   | 吉爾·維倫紐夫賽道 | 報告 |
| 2004        | 迈克尔·舒马赫     | 法拉利            | 吉爾·維倫紐夫賽道 | 報告 |
| 2003        | 迈克尔·舒马赫     | 法拉利            | 吉爾·維倫紐夫賽道 | 報告 |
| 2002        | 迈克尔·舒马赫     | 法拉利            | 吉爾·維倫紐夫賽道 | 報告 |
| 2001        | 拉尔夫·舒马赫     | 威廉姆斯–宝马     | 吉爾·維倫紐夫賽道 | 報告 |
| 2000        | 迈克尔·舒马赫     | 法拉利            | 吉爾·維倫紐夫賽道 | 報告 |
| 1999        | 米卡·哈基宁       | 麥拉倫–梅賽德斯   | 吉爾·維倫紐夫賽道 | 報告 |
| 1998        | 迈克尔·舒马赫     | 法拉利            | 吉爾·維倫紐夫賽道 | 報告 |
| 1997        | 迈克尔·舒马赫     | 法拉利            | 吉爾·維倫紐夫賽道 | 報告 |
| 1996        | 达蒙·希尔         | 威廉姆斯–雷諾     | 吉爾·維倫紐夫賽道 | 報告 |
| 1995        | 讓·阿萊西         | 法拉利            | 吉爾·維倫紐夫賽道 | 報告 |
| 1994        | 迈克尔·舒马赫     | 班尼頓–福特       | 吉爾·維倫紐夫賽道 | 報告 |
| 1993        | 亞倫·保魯斯       | 威廉斯–雷諾       | 吉爾·維倫紐夫賽道 | 報告 |
| 1992        | 傑哈德·伯格       | 麥拉倫–本田       | 吉爾·維倫紐夫賽道 | 報告 |
| 1991        | 尼爾森·畢奇       | 班尼頓–福特       | 吉爾·維倫紐夫賽道 | 報告 |
| 1990        | 艾尔顿·塞纳       | 麥拉倫–本田       | 吉爾·維倫紐夫賽道 | 報告 |
| 1989        | 蒂埃里·布特森     | 威廉斯–雷諾       | 吉爾·維倫紐夫賽道 | 報告 |
| 1988        | 艾尔顿·塞纳       | 麥拉倫–本田       | 吉爾·維倫紐夫賽道 | 報告 |
| 1987        | 停辦              | 停辦              | 停辦              | 停辦 |
| 1986        | 奈傑爾·曼塞爾     | 威廉斯–本田       | 吉爾·維倫紐夫賽道 | 報告 |
| 1985        | 米歇爾·阿爾博瑞托 | 法拉利            | 吉爾·維倫紐夫賽道 | 報告 |
| 1984        | 尼爾森·畢奇       | 布拉漢姆–寶馬     | 吉爾·維倫紐夫賽道 | 報告 |
| 1983        | 勒內·阿爾努       | 法拉利            | 吉爾·維倫紐夫賽道 | 報告 |
| 1982        | 尼爾森·畢奇       | 布拉漢姆–寶馬     | 吉爾·維倫紐夫賽道 | 報告 |
| 1981        | 傑克斯·拉菲特     | 利吉爾–馬特拉     | 聖母島賽道        | 報告 |
| 1980        | 阿蘭·瓊斯         | 威廉斯–福特       | 聖母島賽道        | 報告 |
| 1979        | 阿蘭·瓊斯         | 威廉斯–福特       | 聖母島賽道        | 報告 |
| 1978        | 吉爾·維倫紐夫     | 法拉利            | 聖母島賽道        | 報告 |
| 1977        | 朱迪·謝科特       | 狼–福特           | 賽車運動賽道      | 報告 |
| 1976        | 詹姆士·亨特       | 麥拉倫–福特       | 賽車運動賽道      | 報告 |
| 1975        | 停辦              | 停辦              | 停辦              | 停辦 |
| 1974        | 埃默森·菲蒂帕爾迪 | 麥拉倫–福特       | 賽車運動賽道      | 報告 |
| 1973        | 皮特·瑞烏森       | 麥拉倫–福特       | 賽車運動賽道      | 報告 |
| 1972        | 傑奇·史都華       | 蒂勒爾–福特       | 賽車運動賽道      | 報告 |
| 1971        | 傑奇·史都華       | 蒂勒爾–福特       | 賽車運動賽道      | 報告 |
| 1970        | 傑基·埃克斯       | 法拉利            | 蒙特朗布朗賽道    | 報告 |
| 1969        | 傑基·埃克斯       | 布拉漢姆–福特     | 賽車運動賽道      | 報告 |
| 1968        | 丹尼·哈默         | 麥拉倫–福特       | 蒙特朗布朗賽道    | 報告 |
| 1967        | 傑克·布拉漢姆     | 布拉漢姆–雷普科   | 賽車運動賽道      | 報告 |
| 1966        | 馬克·多洛修       | 羅拉–雪佛蘭       | 賽車運動賽道      | 報告 |
| 1965        | 吉姆·霍爾         | 查普拉–雪佛蘭     | 賽車運動賽道      | 報告 |
| 1964        | 佩德羅·羅德里奎   | 法拉利            | 賽車運動賽道      | 報告 |
| 1963        | 佩德羅·羅德里奎   | 法拉利            | 賽車運動賽道      | 報告 |
| 1962        | 馬斯廷·格里高利   | 蓮花–顶点         | 賽車運動賽道      | 報告 |
| 1961        | 彼得·萊恩         | 蓮花–顶点         | 賽車運動賽道      | 報告 |

## 註解
1. 1 2  . Motor Racing Circuits Database.   [2008-01-14]. （原始内容存档于2007-11-05）.

## 外部連結
- 加拿大大奖赛官方网站（页面存档备份，存于）
- 加拿大赛车运动荣誉榜（页面存档备份，存于）
- 加拿大大奖赛数据
- 赛道卫星照片
- 蒙特利尔大奖赛事件
- Intel sponsored Canadian Grand Prix site
- AskMen.com - Grand Prix 2006 Coverage
- 2006 attendance was 332,000
- （页面存档备份，存于）